# Ozodicera (Dihexaclonus) jesseana
Ozodicera (Dihexaclonus) jesseana is een tweevleugelige uit de familie langpootmuggen (Tipulidae). De soort komt voor in het Neotropisch gebied.